# Механічні класифікатори
Механі́чні класифіка́тори — класифікаційні та збагачувальні апарати.
Механічні класифікатори працюють за принципом розділення вихідного продукту в горизонтальному потоці на крупну фракцію — піски і дрібну — злив. Розвантаження пісків здійснюється механічним способом — примусово.
Залежно від конструкції розвантажувальних пристроїв розрізняють механічні класифікатори: спіральні, скребкові, елеваторні (багер-зумпфи) і ін.
- Спіральні класифікатори найчастіше використовують у замкнених циклах подрібнення для одержання готового за крупністю продукту, що направляється в збагачення, рідше їх використовують для відмивання глинистих матеріалів, а також для зневоднення зернистих продуктів.

Максимальна крупність живлення спіральних класифікаторів малих розмірів становить 6 мм, великих — до 12 мм.
Класифікатори виготовляють у двох виконаннях — односпіральні і двоспіральні залежно від необхідної продуктивності.
Розрізняють два технологічних типи спіральних класифікаторів: з незануреними і з зануреними спіралями. У першому випадку уся верхня половина витка спіралі виступає над дзеркалом пульпи, у другому — частина спіралі, що знаходиться поблизу зливного порога, цілком занурена в пульпу. Однак з 1980 р. класифікатори з зануреною спіраллю з виробництва були зняті, тому далі розглядаються лише класифікатори з незануреною спіраллю.
- Скребкові класифікатори відстійного типу призначені для знешламлю-вання рядового вугілля і дрібного концентрату, а також для попереднього зне-воднення дрібного концентрату відсаджувальних машин.

Принцип дії скребкового класифікатора, як і елеваторного, оснований на осадженні грубозернистого матеріалу під дією сили ваги.
- Багер-зумпф (елеваторний класифікатор) в практиці вуглезбагачення застосовується для попереднього зневоднення і відділення шламів із дрібного концентрату і рідше для виділення грубозернистої частини з дрібних продуктів і знешламлювання рядового вугілля. Гранична крупність класифікації становить приблизно 0,5 мм.